# N-Lauroylsarcosin
N-Lauroylsarcosin ist ein Derivat des Sarcosins. Seine Salze, vor allem das Natriumsalz, sind anionische Tenside, die als Detergentien Verwendung finden.

## Natrium-N-lauroylsarcosinat
Das Natriumsalz des N-Lauroylsarcosins (Natrium-N-lauroylsarcosinat, Sarkosyl NL) besitzt im Gegensatz zu SDS eine gute Löslichkeit in chaotropen Hochsalz-Lösungen und ist daher das Detergens der Wahl in guanidiniumhaltigen Zelllyse-Puffern.
Natrium-N-lauroylsarcosinat ist als giftig und ätzend eingestuft. Seine Löslichkeit in Wasser beträgt 293 g·l−1 bei 20 °C.